# Мортовский район
Мортовский район — упразднённая административно-территориальная единица Татарской АССР, существовавшая с 1944 по 1954 год. Административный центр — село Костенеево (февраль — июнь 1944), затем село Морты.

## История
Мортовский район был образован 19 февраля 1944 года как Костенеевский путём выделения из состава Елабужского района. 8 июня того же года район был переименован в Мортовский. 19 ноября 1954 года район был ликвидирован, а его территория вошла обратно в состав Елабужского района.

## Административное деление
На 1 января 1948 года район включал в свой состав 19 сельсоветов: Альметьевский, Анзирский, Атиазский, Больше-Армалинский, Больше-Еловский, Вотско-Юрашский, Костенеевский, Котловский, Мортовский, Мурзихинский, Покровский, Свиногорский, Старо-Куклюкский, Старо-Юрашский, Татарско-Дюм-Дюмский, Умякский, Черкасовский, Чиршинский, Яковлевский. Территория района составляла 739 км².